# Го, Эмма
Эмма Го (англ. Emma Guo, род. 23 февраля 1995, Канберра) — австралийская шахматистка тибетского происхождения, международный мастер среди женщин (2011).

## Биография
Чемпионка Океании 2015 года Серебряный призёр чемпионатов Океании 2011 и 2013 годов (дважды делила 1—2 места с И. Березиной и проигрывала ей дополнительные матчи). Бронзовый призёр чемпионата Океании 2009 года
Четырёхкратная чемпионка Австралии среди девочек в 2004—2007 годах, в разных возрастных категориях).
В составе сборной Австралии участница четырёх шахматных олимпиад (2010, 2012, 2014 и 2016), всемирных интеллектуальных игр 2008 года и юношеской олимпиады 2007 года (среди шахматистов не старше 16 лет).
Окончила Австралийский национальный университет по специальностям психология и искусство.

## Изменения рейтинга
| Графики недоступны из-за технических проблем. См. информацию на Фабрикаторе и на mediawiki.org. |